# Rabi (Fidschi)
Rabi (Aussprache [rambi], auch [rampi]), früher auch in der Schreibung Rambi, ist eine Insel des Inselstaates Fidschi im südlichen Pazifischen Ozean und wird dort administrativ zur Northern Division, speziell zur Provinz Cakaudrove gezählt. Bekannt ist die Insel vor allem wegen ihrer aus Banaba zwangsumgesiedelten gilbertesischen Bevölkerung.

## Geographie
Die Insel liegt weniger als vier Kilometer östlich der großen Tunuloa-Halbinsel von Vanua Levu, der zweitgrößten Insel Fidschis sowie 20 km nördlich der Insel Taveuni. Rabi ist etwa 13 km lang, bis zu 8 km breit und weist eine Fläche von 66 km² auf. Rabi ist vulkanischen Ursprungs, hügelig und erreicht im Delairabe (Mt. Banaba) eine Höhe von bis zu 463 m über dem Meer.
Rabi hat vier Hauptsiedlungen, die nach den ehemaligen im Zweiten Weltkrieg zerstörten Dörfern auf Banaba benannt sind:
Das Verwaltungszentrum Tabwewa, früherer fidschianischer Name Nuku, im Nordwesten der Insel, mit einer Werft, dem Postamt und einem Krankenhaus; 4 km südlich davon Uma, früher Wiinuku; Tabiang, früherer fidschianischer Name Siosio, mit der einzigen Schule und einer Landebahn, ganz im Südwesten; sowie Buakonikai, früher Aoteqea, an der Südküste.

## Karten

Banaba 1936 mit den vier ursprünglichen Dörfern
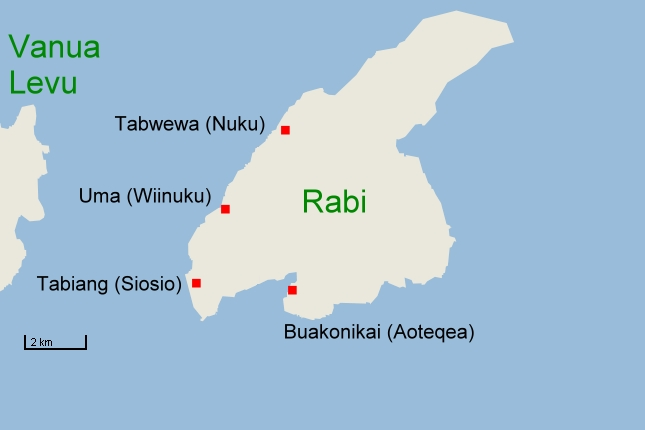
Rabi mit den danach benannten Dörfern, mit Originalnamen
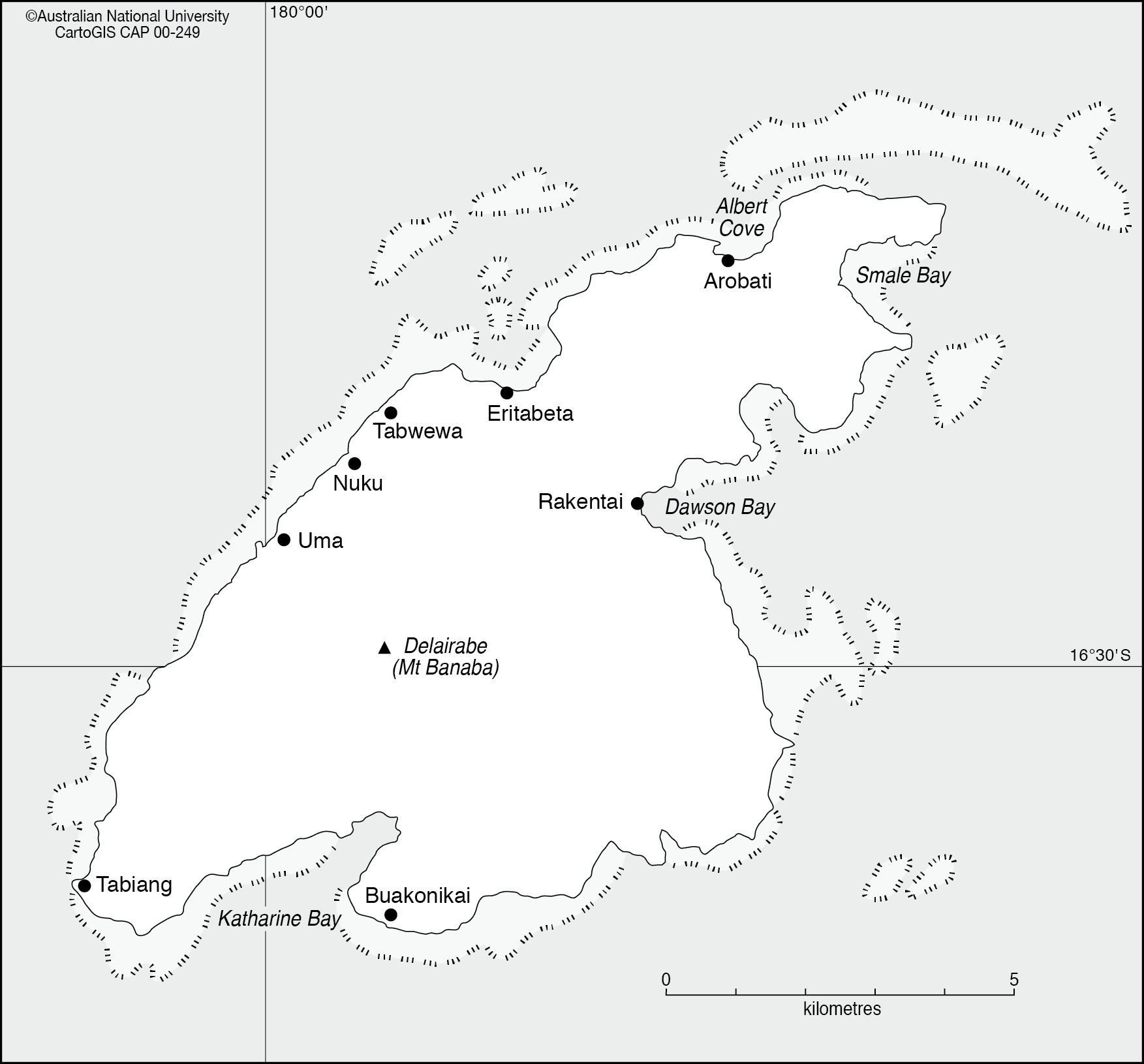
Karte von Rabi